# Bronisław Kledzik
Bronisław Kazimierz Kledzik (ur. 23 czerwca 1943 w Dziembowie) – polski redaktor, wydawca, nauczyciel akademicki, od 1968 do 1992 redaktor Wydawnictwa Poznańskiego, a od 1992 do 2020 roku redaktor naczelny i dyrektor poznańskiego wydawnictwa Media Rodzina. 

## Życiorys
W latach 1966–1968 był pracownikiem Wydziału Polonistyki Uniwersytetu Poznańskiego. Następnie w 1968 roku objął funkcję redaktora merytorycznego w Wydawnictwie Poznańskim, a od 1973 roku kierował redakcją literacką. Redagował tam aż do 1992 roku, kiedy oficyna została oficjalnie zlikwidowana.
W 1981 roku został członkiem zarządu Komitetu Porozumiewawczego Środowisk Twórczych Poznania, który wydał książkę Poznański Czerwiec 1956, opisującą i upamiętniającą bunt poznańskich robotników w 1956 roku. Publikacja została zlecona  przez Romana Brandstaettera – przewodniczącego Społecznego Komitetu Budowy Pomnika Poznańskiego Czerwca 1956 – z okazji 25. rocznicy wydarzeń.  
Kledzik brał czynny udział w tzw. wydarzeniach marcowych. Był uczestnikiem nielegalnego wiecu studenckiego, podczas którego skandował przy pomniku Adama Mickiewicza hasło „prasa kłamie”. Czyn ten był przedmiotem dochodzenia prowadzonego przez Wydział Śledczy KWMO w Poznaniu.
W 1992 roku współzałożył wraz z Robertem Gamblem wydawnictwo Media Rodzina, które zasłynęło najpierw z wydania amerykańskiego bestsellera Jak mówić, żeby dzieci nas słuchały. Jak słuchać, żeby dzieci do nas mówiły autorstwa Adele Faber i Elaine Mazlish, a następnie serii książek o przygodach Harry’ego Pottera oraz innych powieści skierowanych głównie do dzieci i młodzieży. Do pierwszego stycznia 2020 roku dyrektor i redaktor naczelny wydawnictwa.
Kledzik w trakcie zarządzania wydawnictwem z Gamblem specjalizował się w wydawaniu literatury psychologicznej, poradnikowej i fantastycznej. Był zwolennikiem tezy filozofa Ludwiga Wittgensteina, jakoby język określał granice naszego świata, poznania. Z okazji 50-lecia swojej pracy wydawniczej, podczas uroczystego przemówienia określił, jaki powinien być dobry wydawca: „Czuły. Ale czuły wobec kogo? – zapytacie. Przede wszystkim czuły wobec swoich chlebodawców, pisarzy, ilustratorów, tłumaczy, jednym słowem wobec autorów, twórców. Bez nich nie byłoby nas, wydawców. Wydawca powinien być czuły wobec swojego czytelnika, bo to do niego adresujemy nasze książki”. Podczas przyjęcia jubileuszowego ogłosił, że nową prezes zarządu wydawnictwa zostanie Justyna Kardasz, a nową wiceprezes i redaktor naczelną Joanna Nowakowska.
W 2019 roku podczas osiemnastej gali Książek Roku organizowanej przez „Magazyn Literacki KSIĄŻKI” został ogłoszony Człowiekiem Roku. Przyznano mu nagrodę za „aktywne działania na rzecz książki, solidność wydawniczą i rzadko spotykany zmysł edytorski”. 
Od 2018 roku jest członkiem rady Fundacji Powszechnego Czytania, która ma na celu wspieranie i rozwijanie polskiego czytelnictwa.